# Suroyo TV
Suroyo TV (syriaque : ܤܘܪܝܐ ܬܘܝ) est une chaîne de télévision généraliste privée Assyro-Chaldéenne-Syriaque. Depuis 2004, Suroyo TV diffuse des programmes en langue araméenne dans le monde entier à partir de ses studios basés à Södertälje, en Suède. Suroyo TV est la première chaîne de télévision assyrienne chaldéenne syriaque et araméenne créée. Elle est librement accessible sur le satellite sur Eutelsat 7 West A.

## Présentation
Créée en 2004, Suroyo TV fait valoir le patrimoine culturel, l'histoire et la langue des Assyro-Chaldéen-Syriaques. La chaîne a pour  fonction d’être une voix pour le peuple Assyro-Chaldéen-Syriaque. Elle diffuse des programmes principalement en araméen (turoyo et soureth), mais certaines émissions sont traduites en arabe, turc, anglais ou suédois.

## Programme
Actuellement, la chaîne diffuse des programmes variés allant de simple programmes conçus pour les enfants, aux débats politiques, culturels, aux programmes sportifs, aux documentaires historiques, aux événements religieux et nationaux, des critiques cinéma et aux comédies musicales ou des programmes éducatifs. De plus, elle ajoute à cela des journaux télévisés qui sont diffusés en syriaque (dialectes orientaux « soureth » et occidentaux « turoyo ») ainsi qu’en arabe. Diffusé dans le monde entier, Suroyo TV sert donc les membres de la communauté assyro-chaldéenne-syriaque araméenne.
Liste des programmes :
- Ganath Shabre : programmes destinés pour les enfants.
- Beth Busholo : émissions culinaires
- Tebe : Journal télévisé
- Muzogo : la météo
- Masedro : Documentaire sur l'histoire des Assyro-Chaldéen-Syriaques
- Men Hawi : Revue hebdomadaire sur les derniers événements de la communauté: mariages, baptêmes, décès etc.

## Financement
Contrairement aux autres médias habituels, depuis sa création, Suroyo TV est financé principalement par les membres de la communauté Assyrienne Chaldéenne Syriaque Araméenne à travers le monde.

## Diffusion
Suroyo TV diffuse actuellement 24 heures par jour (5 heures de production répétées 4 fois dans les 24 heures). Disponible sur deux satellites, ses téléspectateurs peuvent visionner la chaîne Suroyo TV dans plus de 85 pays à travers le monde (Asie, Europe et Amérique).
En France, la chaîne était disponible sur la Freebox depuis 2008 et sur Alice ADSL depuis 2008.

## Fréquence
La chaîne Suroyo TV peut être visionnée via le satellite grâce à la fréquence suivante , :
Satellite : Eutelsat 7 West A
Position : 7.3°W
Fréquence : 10892 H
Système	: DVB-S / MPEG-2